# Gevora Hotel
El Gevora Hotel, conocido antiguamente como Ahmed Abdul Rahim Al Attar Tower, es un rascacielos ubicado en Sheikh Zayed Road, en Dubái, Emiratos Árabes Unidos. La construcción se inició en 2005 y fue detenida en noviembre de 2006, porque el promotor despidió al contratista principal (Al Fara'a Contractors). La construcción se reanudó con Naresco Contracting Co. como contratista principal. La torre se levanta hasta los 358 metros y tiene 75 pisos, todos ellos de uso hotelero.

## Galería

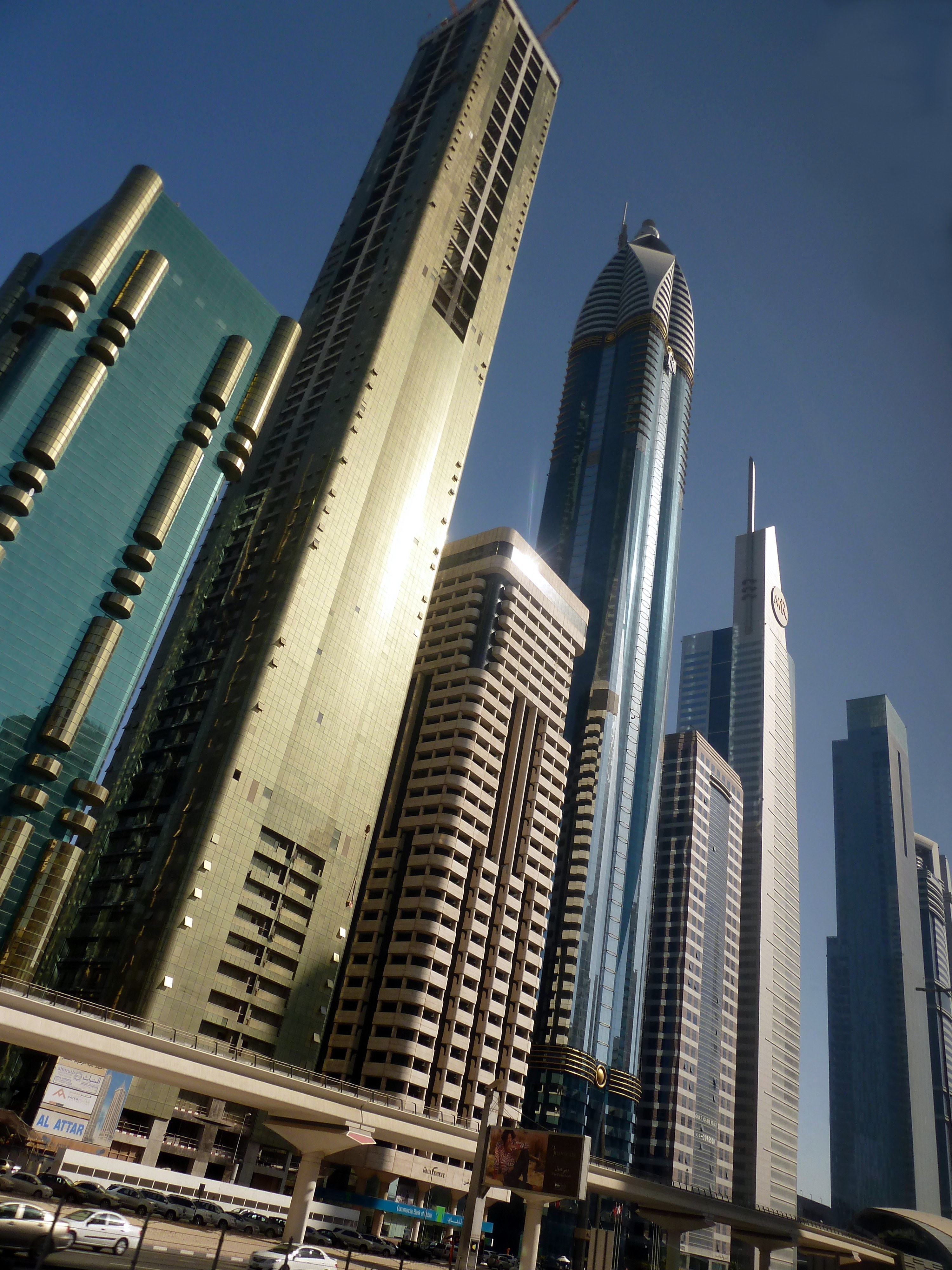
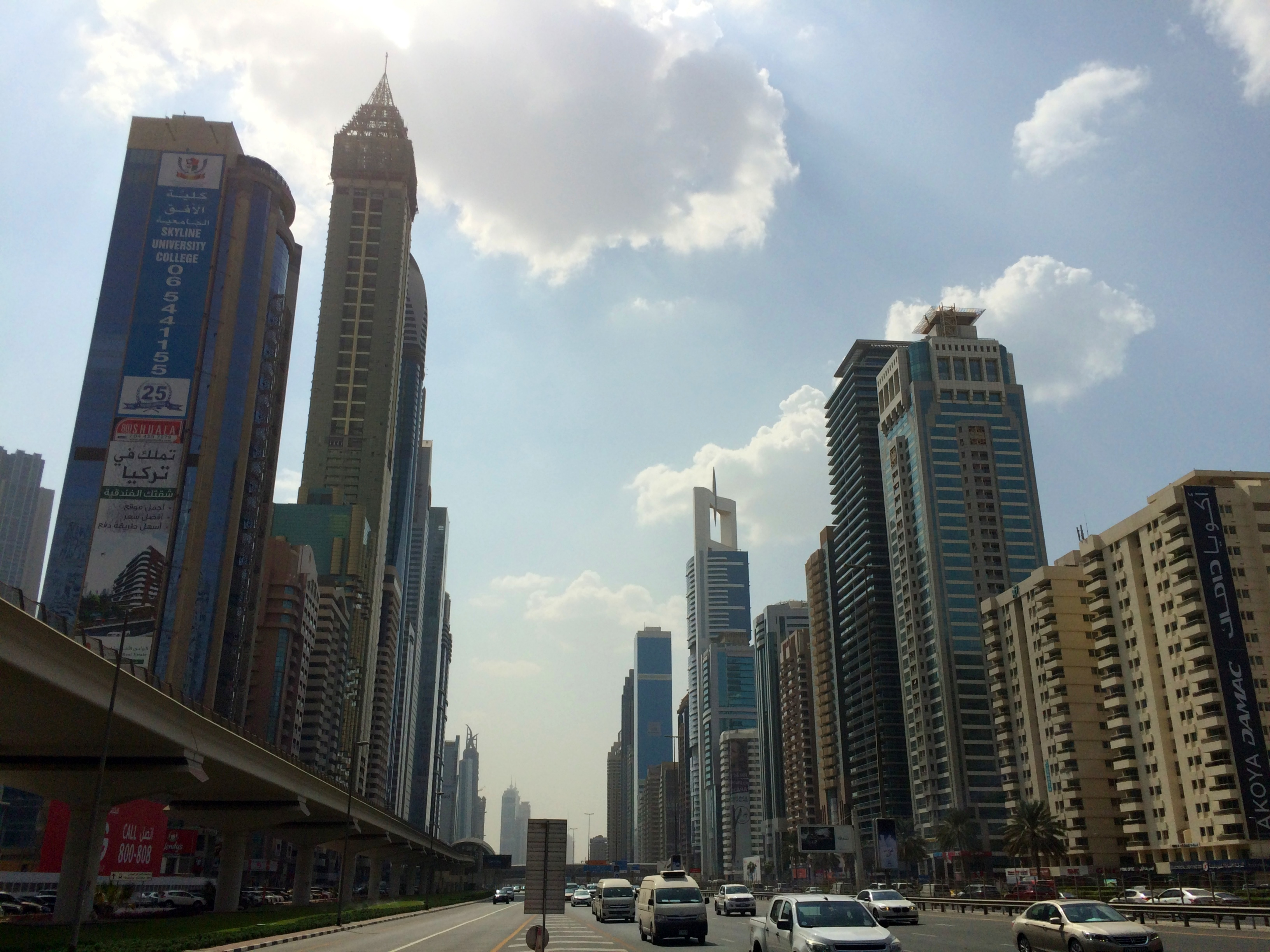
Gevora Hotel, a la derecha de la imagen
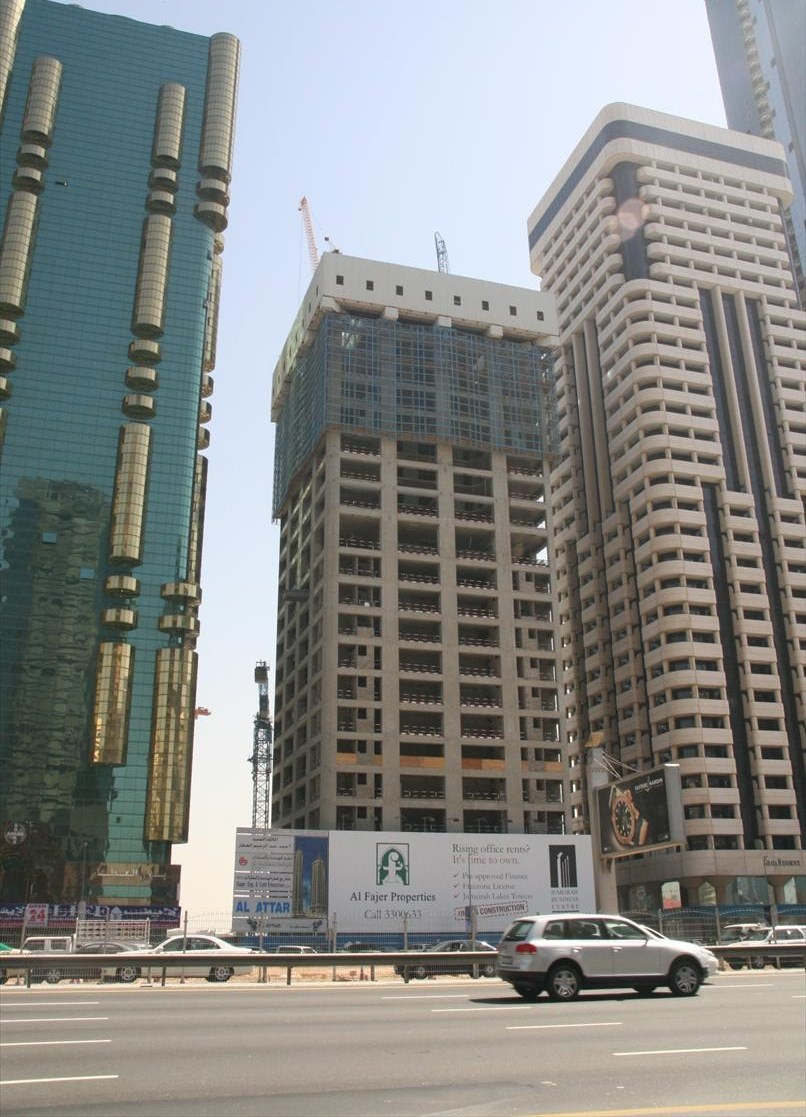
Marzo de 2007
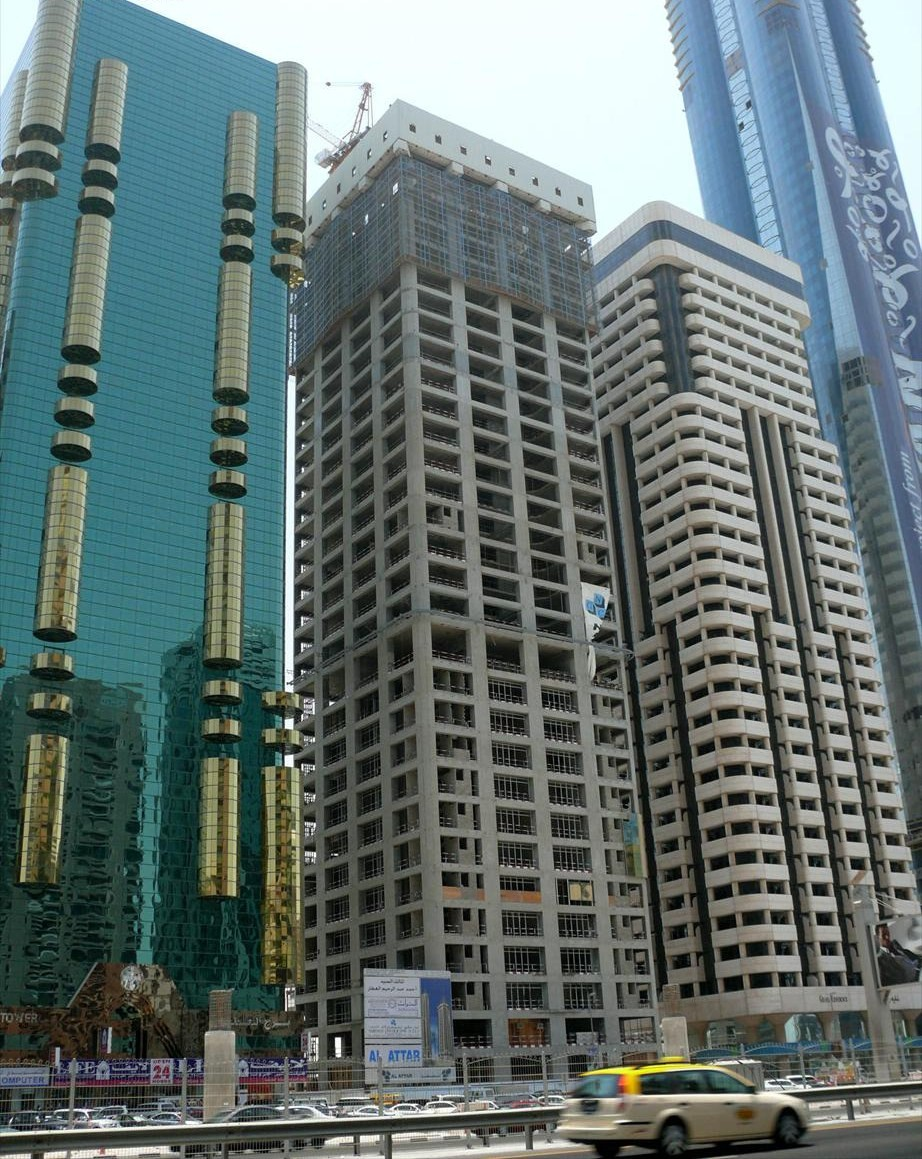
Agosto de 2007
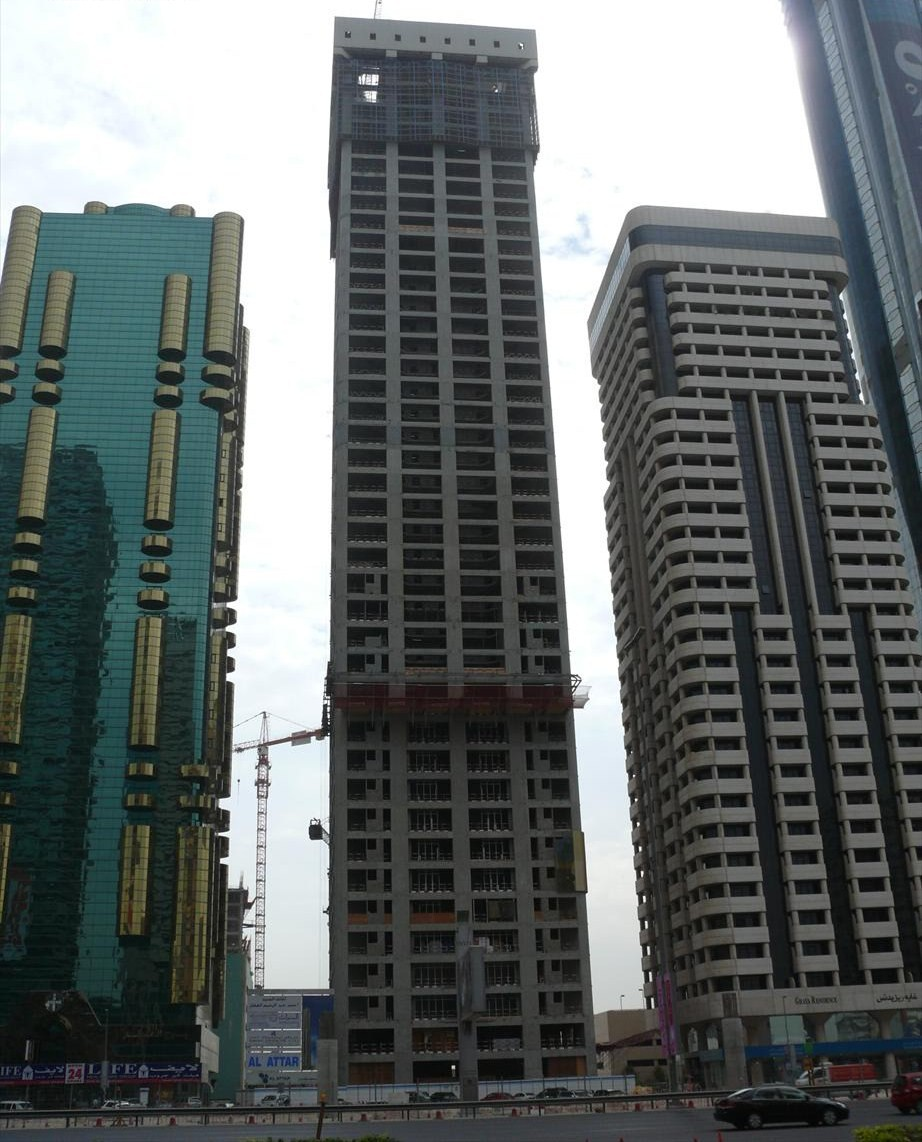
Noviembre de 2007
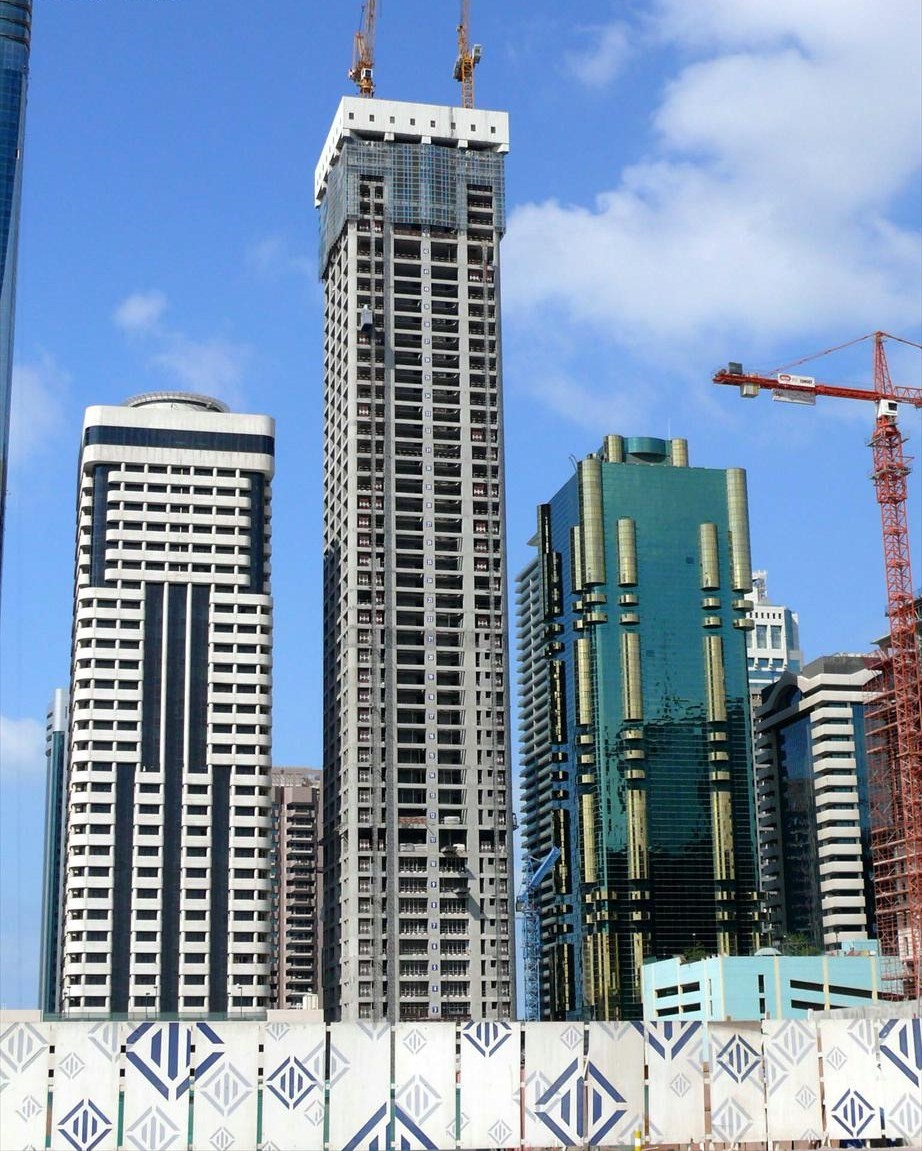
Enero de 2008
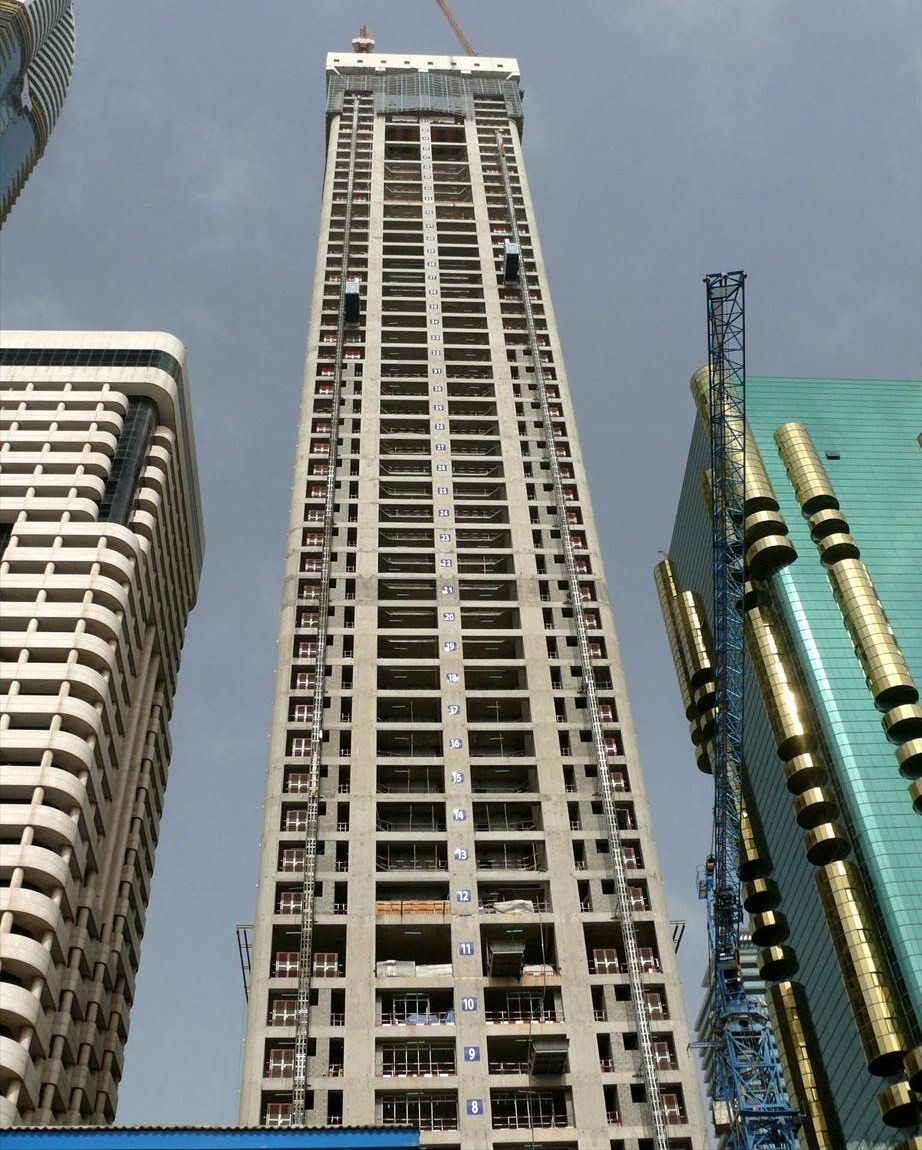
Marzo de 2008